# Lise-Lotte Norup
Lise-Lotte Norup (født 12. april 1951) er en dansk skuespillerinde, sangerinde, forfatterinde samt fotomodel, der er kendt fra teater, film, revy samt vokalgrupper.

## Karriere
Hun begyndte sin karriere som fotomodel, inden hun i 1969 kom med i en opsætning af komedien Solstik på ABC-Teatret. I løbet af 1970'eren indspillede hun en række film, og hun var blandt andet med i flere af Sengekantsfilmene. Hun havde også mere seriøse roller, blandt andet i Det er nat med fru Knudsen og Rapportpigen. Mange af hendes film udnyttede hendes gode udseende.
I samme årti uddannede Norup sig til lægesekretær, men hun fandt ud af, at skuespilbranchen var mest tillokkende. Hun har været med i en lang række teaterforestillinger, ofte med musik, som Hair, My Fair Lady og Mød mig på Cassiopeia. Blandt hendes store roller var også titelrollen i Mary/Marilyn, hvor hun spillede en kvinde, der meget lignede Marilyn Monroe. På tv har hun bl.a. medvirket i serierne En by i provinsen, Strandvaskeren og Ugeavisen.
Lise-Lotte Norup har medvirket i en lang række revyer. Første gang var på Silkeborg Sommerteater i 1981, og siden har hun medvirket i blandt andet Lindenborg Revyen, Rottefælden, Græsted Revyen, Nykøbing F. Revyen og Sønderborg Revyen.
Ved siden af skuespillet har Lise-Lotte Norup også demonstreret gode sangevner. Tidligt i karrieren fik hun udgivet albummet Lise-Lotte med selvskrevne sange. Senere udgjorde hun sammen med Allan Mortensen, Jannie Høeg og Ole Rasmus Møller gruppen Hans Mosters Vovse, som udgav et par plader. I 1992 deltog hun i Dansk Melodi Grand Prix med sangen "Livet spejler sig"
Det er dog først og fremmest i gruppen Swing Sisters, hun har optrådt i rent musikalske sammenhænge. Gruppen består ud over Norup af Kirsten Vaupel og Kirsten Siggaard og blev dannet i 1992. Den optræder fortsat med mellemrum, når de tre medlemmer har mulighed for det.
Endelig har Lise-Lotte Norup udgivet flere kogebøger samt debatbogen Himmelmor, der argumenterer for retten til aktiv dødshjælp.

## Filmografi

### Film
| År   | Titel                            | Rolle                    | Noter |
| ---- | -------------------------------- | ------------------------ | ----- |
| 1970 | Tre slags kærlighed              | ung kvinde i hippiemiljø |       |
| 1970 | Den røde rubin                   | Gerda                    |       |
| 1971 | Tandlæge på sengekanten          | massagepigen Frk. Lise   |       |
| 1971 | Det er nat med fru Knudsen       | pigen                    |       |
| 1971 | Kære Irene                       | buspassager              |       |
| 1972 | Rektor på sengekanten            | brud                     |       |
| 1973 | Solstik på badehotellet          | Eva Linde                |       |
| 1973 | Romantik på sengekanten          | kontordame hos Larsen    |       |
| 1974 | Rapportpigen                     | Vivi                     |       |
| 1975 | Der må være en sengekant         | Inger, Svends ægtefælle  |       |
| 1977 | Familien Gyldenkål vinder valget | massagepige              |       |
| 1978 | Fængslende feriedage             | togstewardesse           |       |
| 1986 | Mord i mørket                    | redaktionssekretær       |       |
| 1988 | Mord i Paradis                   | redaktionssekretær       |       |
| 1989 | Tekno Love                       | Roberts mor              |       |
| 1998 | Forbudt for børn                 | Klaras mor               |       |
| 1998 | Nattens engel                    | Leilah                   |       |
| 2000 | Anna                             | Toms sekretær            |       |

### Serier
| År      | Titel             | Rolle           | Noter    |
| ------- | ----------------- | --------------- | -------- |
| 1978    | En by i provinsen | Marianne Toft   | afsnit 6 |
| 1978    | Strandvaskeren    | receptionist    |          |
| 1990-91 | Ugeavisen         | Connie Andersen |          |
| 2001    | Mit liv som Bent  | kollega         |          |